# 유종우
유종우(1998년 2월 14일 ~ )는 대한민국의 축구 선수로, 포지션은 공격수이다. 현재 K3리그 경주 한국수력원자력 소속이다.

## 축구인 경력
유종우는 유소년 시절 통진고등학교 축구부를 거쳐, 숭실대학교 축구부에 입단하였다. 2019년 태백국제축구대회 대학선발대표로 선발된 적도 있다.
K리그2 2020 시즌을 앞두고 FC 안양과 프로 계약을 체결하였다.